# Vlado Šćepanović
Vlado Šćepanović (in kyrillischer Schrift Владо Шћепановић; * 13. November 1975 in Kolašin) ist ein ehemaliger montenegrinischer Basketballspieler. 

## Karriere
Vlado Šćepanović wuchs in Titograd auf, wo er auch seine ersten Basketballschritte absolvierte. Bis auf zwei Gastspiele in der Türkei und Italien blieb der serbische Nationalspieler seiner Heimat treu und kam dort zu einer Reihe von Titeln und Auszeichnungen. Von 2004 bis 2006 spielt der 1,98 m große Shooting Guard in der griechischen Liga bei Panathinaikos Athen. Nach einer Saison bei PAOK Thessaloniki wechselte Šćepanović 2007 zum spanischen Verein CB Granada, wo er einen Zweijahresvertrag unterzeichnete.

## Nationalmannschaft
Šćepanović hat als Mitglied der serbisch-montenegrinischen Nationalmannschaft sowohl eine Europa- als auch eine Weltmeisterschaft gewinnen können.

## Erfolge
- Serbisch-montenegrinischer Meister: 1999, 2000, 2002, 2004
- Griechischer Meister: 2005, 2006
- Serbisch-montenegrinischer Pokalsieger: 1996, 1998, 2002
- Türkischer Pokalsieger: 2001
- Griechischer Pokalsieger: 2005, 2006
- Bronzemedaille Europameisterschaft U22: 1996
- Weltmeister: 1998
- Bronzemedaille Europameisterschaft: 1999
- Europameister: 2001

## Auszeichnungen
- Berufung ins  Nike Hoop Summit World Team: 1995
- Spieler des Jahres in Jugoslawien: 1999
- MVP der serbischen Finalserie: 2004
- Teilnahmen am serbischen All Star Game: 1999, 2000
- Teilnahmen am griechischen All Star Game: 2007
- Teilnahmen an Europameisterschaften: 1999, 2001, 2005
- Teilnahme an Weltmeisterschaften: 1998
- Teilnahme an Olympischen Spielen: 2000, 2004